# Lenner Lager

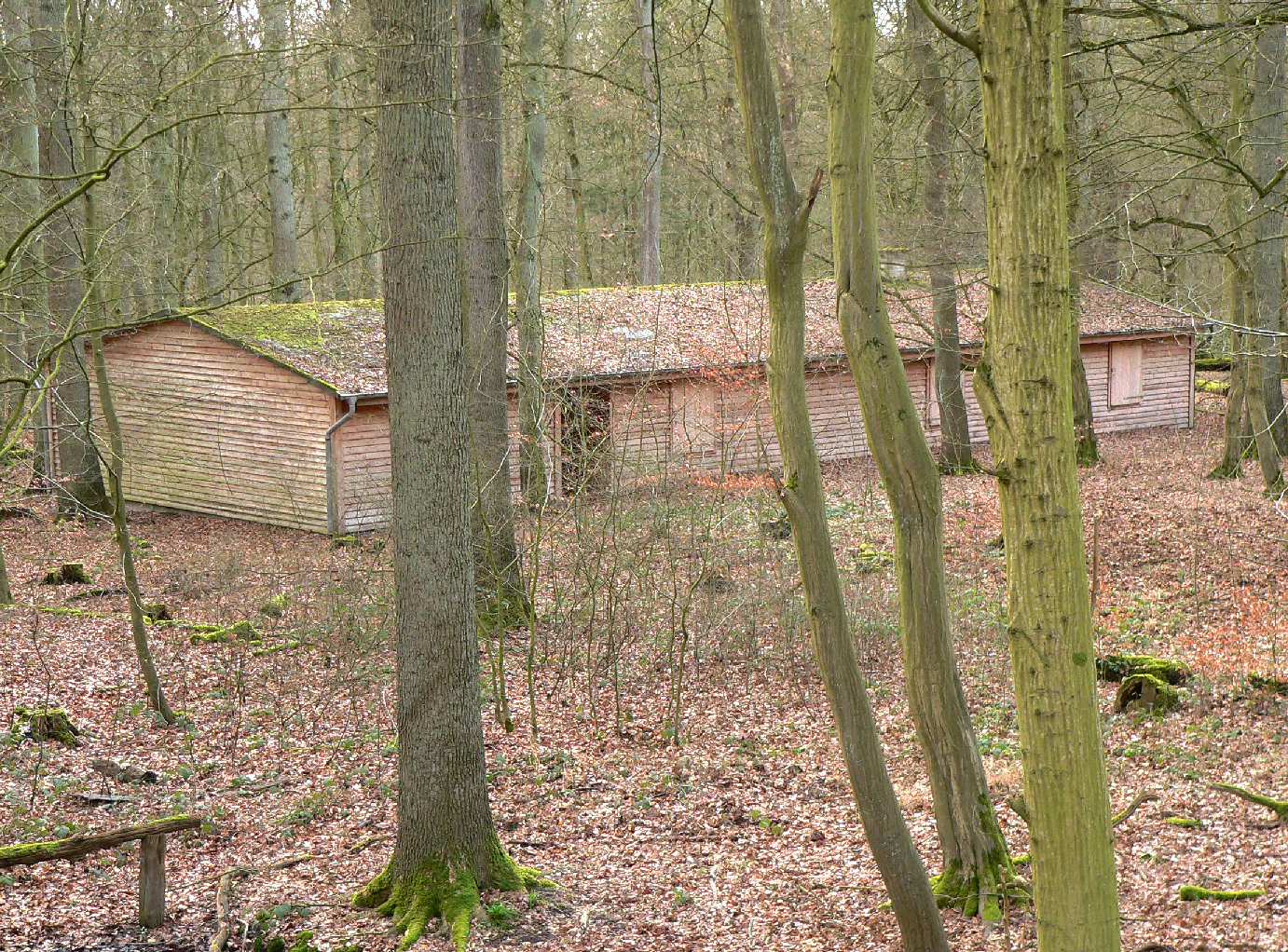
Nachgebaute Baracke

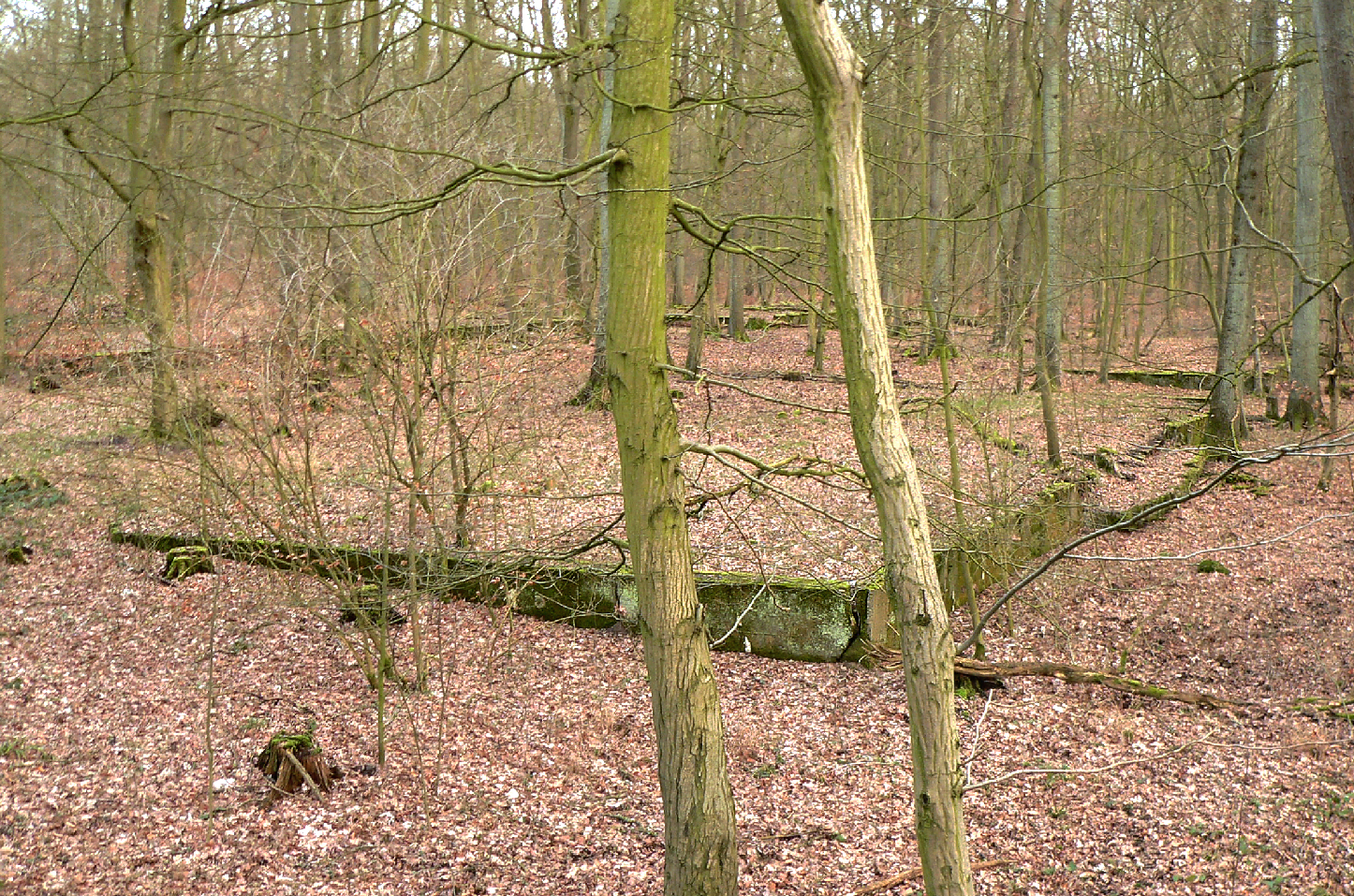
Barackenfundamente

Das Lenner Lager war in der Zeit des Nationalsozialismus ein Arbeitslager für Zwangsarbeiter. Es lag am Fuße des Gebirgszuges Hils nahe der Gemeinde Lenne im Landkreis Holzminden im südlichen Niedersachsen. Das im Aufbau befindliche Lager existierte von September 1944 bis April 1945. Es sollte aus etwa 60 Baracken bestehen und mit etwa 3000 Zwangsarbeitern belegt werden. Das Lagerareal ist als „Arbeitslager Schwarzes Land“ denkmalgeschützt.

## Vorgeschichte
Nachdem die Alliierten ab 1943 die Luftüberlegenheit über Deutschland erlangt hatten, entstand im Sommer 1944 das Vorhaben, den Hils zu einem Rüstungsschwerpunkt im Deutschen Reich auszubauen. Dabei bot das weitverzweigte Gruben- und Stollensystem der Deutschen Asphalt AG ideale Voraussetzungen für die  Untertageverlagerung der Rüstungsindustrie. Ebenso gewährte der waldreiche Hils oberirdischen Produktionsanlagen Schutz vor feindlichen Luftangriffen. Dementsprechend wurden unter der Leitung der Organisation Todt gemäß den Planungen des Jägerstabs Produktionsstätten für die Herstellung von Jagdflugzeugen und anderen Rüstungsgütern geschaffen. Mehr als 10.000 Zwangsarbeiter waren zeitweise im Hils in über 30 Lagern beschäftigt.

## Beschreibung

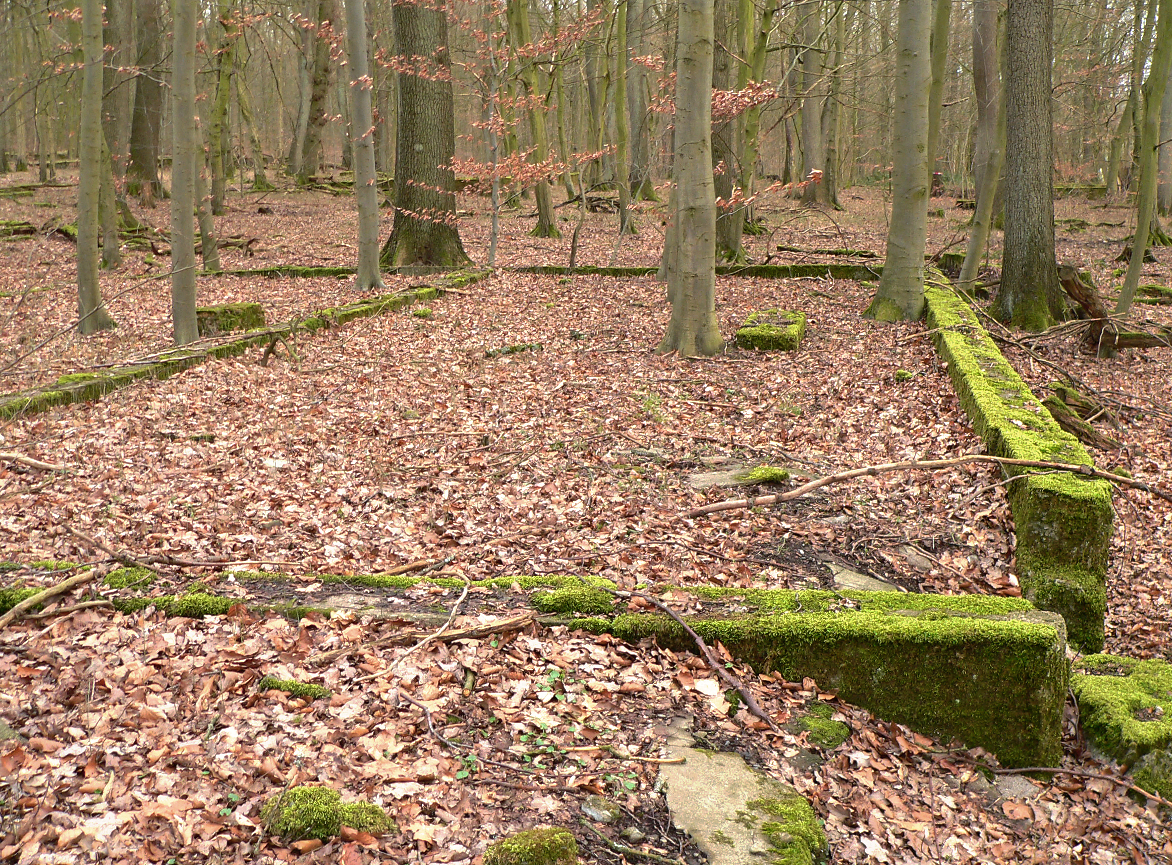
Fundamentreste einer Baracke

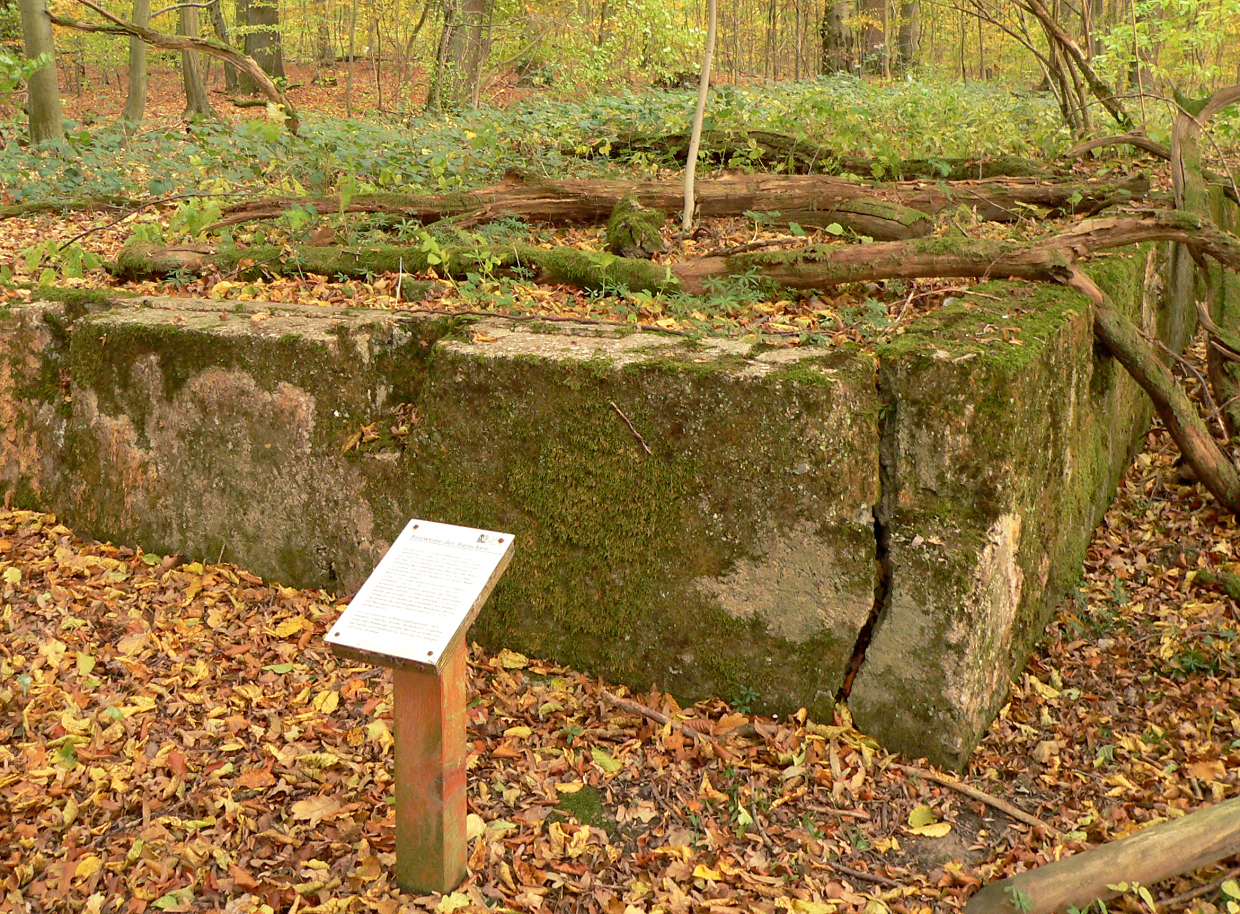
Fundament mit Aussparungen für Betonfertigteile

Das Lenner Lager hatte den Decknamen Hecht IV und wurde aus Gründen der Tarnung in einem Waldgebiet angelegt. Es war das Hauptlager des in Entstehung begriffenen Rüstungskomplexes im Hils, zu dem u. a. das KZ-Außenlager Holzen und das Zuchthauslager Holzen gehörten. Das Lenner Lager wurde verkehrsgünstig an der Bahnstrecke Vorwohle–Emmerthal nahe dem Bahnhof Vorwohle angelegt, zu dem Anschluss über ein Nebengleis bestand. Dadurch sollte der Transport von Rohmaterialien und Endprodukten bewältigt werden. Das Lager wurde für etwa 3000 Arbeitskräfte geschaffen, die im Waldgebiet Nonnensiek in einer ab September 1944 errichteten Waldfabrik das Jagdflugzeug Focke-Wulf Ta 152 produzieren sollten. Es handelte sich um ein Projekt der Luftwaffe, mit dem Volkswagen beauftragt war und das Ferdinand Porsche leitete.
Die Errichtung des Lenner Lagers begann im September 1944 mit dem Ausschachten von Gebäudefundamenten. Es wurde nicht vollendet, worauf bis heute liegen gebliebene Zementsäcke auf dem Areal deuten. Ursprünglich geplant waren 56 Mannschafts- und 12 Wirtschaftsbaracken. Auf alliierten Luftbildern, die nach Kriegsende aufgenommen wurden, sind im Wald etwa 60 Gebäude zu erkennen. Heute finden sich noch ca. 40 Barackenfundamente.
Erbaut wurden zwei Typen von Baracken, die aus Betonfertigteilen oder aus Holz bestanden. Sie hatten die Ausmaße 10 × 25 Meter und verfügten über vier Räume von 5 × 12 Meter. Die Eingänge waren teilweise nach innen verlegt, so dass sie einen Windschutz boten. In jedem Raum standen dreistöckige Betten für 24 Personen, Spinde, Hocker und ein Kanonenofen. Zeitweise wurde die Belegung verdoppelt. Durchschnittlich lag sie bei 32 Häftlingen pro Raum. Das Lager war nur zum Teil umzäunt. Beim Aufbau des Lagers lag das tägliche Arbeitspensum eines Häftlinge beim Ausschachten von drei m3 Erde.
In dem von der Organisation Todt geführten Arbeitslager waren am 30. Dezember 1944 rund 500 Personen als Lagerinsassen erfasst. Die Insassen gehörten den verschiedensten Gruppen an, die jeweils in einem eigenen Bereich untergebracht waren. Dazu zählten Menschen aus der Sowjetunion, Italien und Polen. Bei den deutschen Insassen, die Reichsbürger waren, handelte es sich um Juden, jüdische Mischlinge und sogenannte jüdisch versippte Personen. Die Lageraufsicht hatte ein SS-Sturmbannführer mit Namen Busch. 
Häftlinge, die später bekannte Persönlichkeiten wurden, waren Klaus-Peter Bruns, Klaus Traube, Wilhelm Nolting-Hauff, Harry Tallert und Lothar Urbanczyk.

## Räumung des Lagers
Im April 1945 bei der Annäherung alliierter Truppen flohen viele Häftlinge aus dem Lager, das nur zum Teil eingezäunt war. In die leeren Baracken wurden KZ-Häftlinge eingesperrt, die auf der Flucht waren. Die verbliebenen Häftlinge wurden auf einen Marsch in Richtung Harz gesetzt, aber unterwegs von amerikanischen Truppen befreit. Das Lager wurde am 7. April 1945 von US-amerikanischen Truppen befreit. Die Häftlinge kehrten in ihre Heimatländer zurück. Das Lager diente noch eine Weile Displaced Persons als Unterkunft. Später wurden die Baracken verkauft oder als Brennholz genutzt.

## Erinnerung

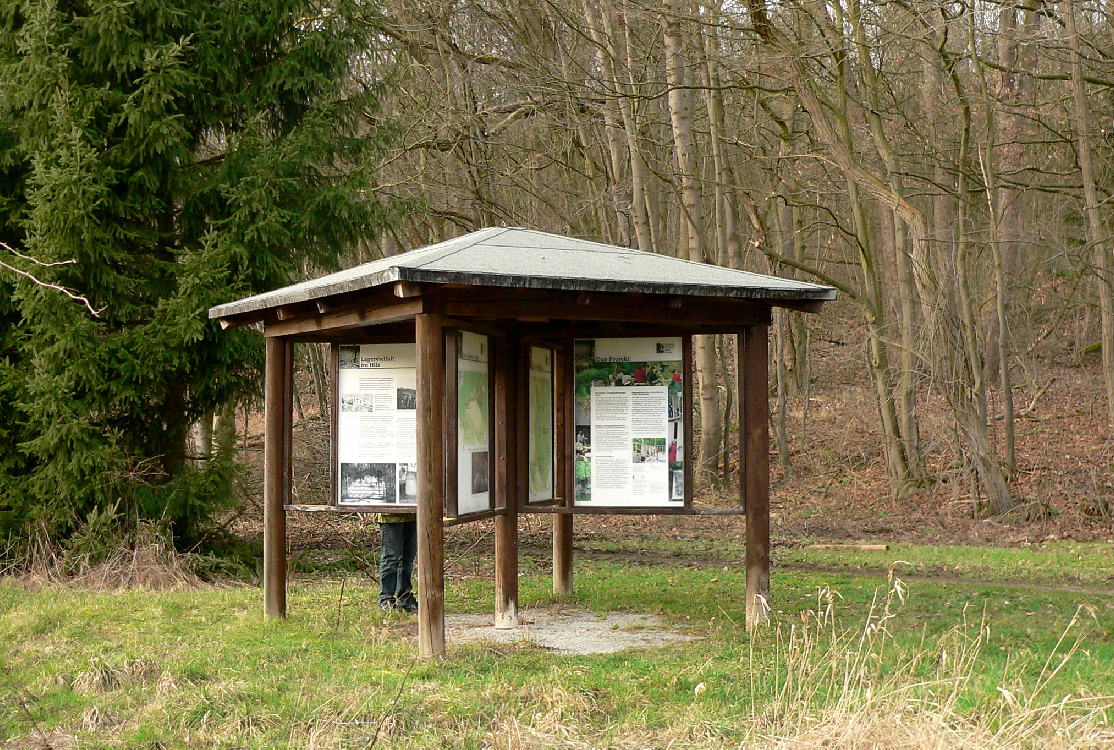
Informationspavillon an der B 64

In den 1980er Jahren nahmen sich regionale Institutionen der Geschichte der Rüstungsproduktion und Zwangsarbeit in der Zeit des Nationalsozialismus im Landkreis Holzminden an. Die Ergebnisse ihrer Forschungen wurden der Öffentlichkeit durch Erinnerungsstätten, Führungen und Buchveröffentlichungen zugänglich gemacht. Die Kreisvolkshochschule Holzminden gestaltete ab 2006 das ehemalige Lager Lenne mit Hilfe eines Jugendprojektes zu einer Erinnerungsstätte. Sie liegt in einem Waldgebiet, dass den Niedersächsischen Landesforsten gehört. Hauptbestandteil der Erinnerungsstätte ist ein an der B 64 mit einem Informationspavillon beginnender Lehrpfad mit der Bezeichnung „Pfad der Erinnerung an die Zwangsarbeit“, der über das frühere Lagergelände führt. Auf dem Fundament eines früheren Lagergebäudes wurde in Originalgröße eine Baracke in Holzbauweise nachgebaut. In den vier Räumen befindet sich die 2009 eröffnete Dauerausstellung „Zwangsarbeit für die Rüstung im Nationalsozialismus“, die die Geschichte der Rüstungsprojekte der Jahre 1943 bis 1945 im Raum Eschershausen präsentiert. Gezeigt werden auch Alltagsutensilien, die bei archäologischen Ausgrabungen gefunden wurden. Die Ausstellung wurde vom LEADER-Programm gefördert. 2009 nahm die Niedersächsische Gedenkstättenstiftung das Lenner Lager in die Reihe der offiziellen Gedenkstätten in Niedersachsen auf.
Im Laufe der Jahre verschlechterte sich der Zustand der Erinnerungsstätte, weil seine Einrichtungen verwitterten oder beschädigt wurden. Freiwillige nehmen regelmäßig Pflegearbeiten auf dem Gelände vor. 2021 beschloss der Kreistag des Landkreises Holzminden eine Inwertsetzung der Zwangsarbeiterlager in Lenne und Holzen als Lern- und Gedenkstätten. Dazu bildete sich eine Arbeitsgruppe mit Überlegungen, die gesamte historische Kulturlandschaft des NS-Rüstungskomplexes Hils als Erinnerungsort neu zu gestalten. 2024 legte der Historiker Manfred Grieger ein Thesenpapier zu einer Erinnerungslandschaft zwischen Holzen und Lenne vor. Im selben Jahr erklärte die Präsidentin des Niedersächsischen Landtags Hanna Naber bei einem Besuch des früheren Lagergeländes, finanzielle Mittel für die Neugestaltung zur Verfügung zu stellen. Dazu zählen erneute Ausgrabungen, die Befestigung des Lehrpfades und die Einrichtung von Informationspunkten mit QR-Codes. Bis heute (2025) ist abgesehen von der Erneuerung der Informationstafeln und der Reparatur eines Aussichtsturms nichts sichtbares geschehen.

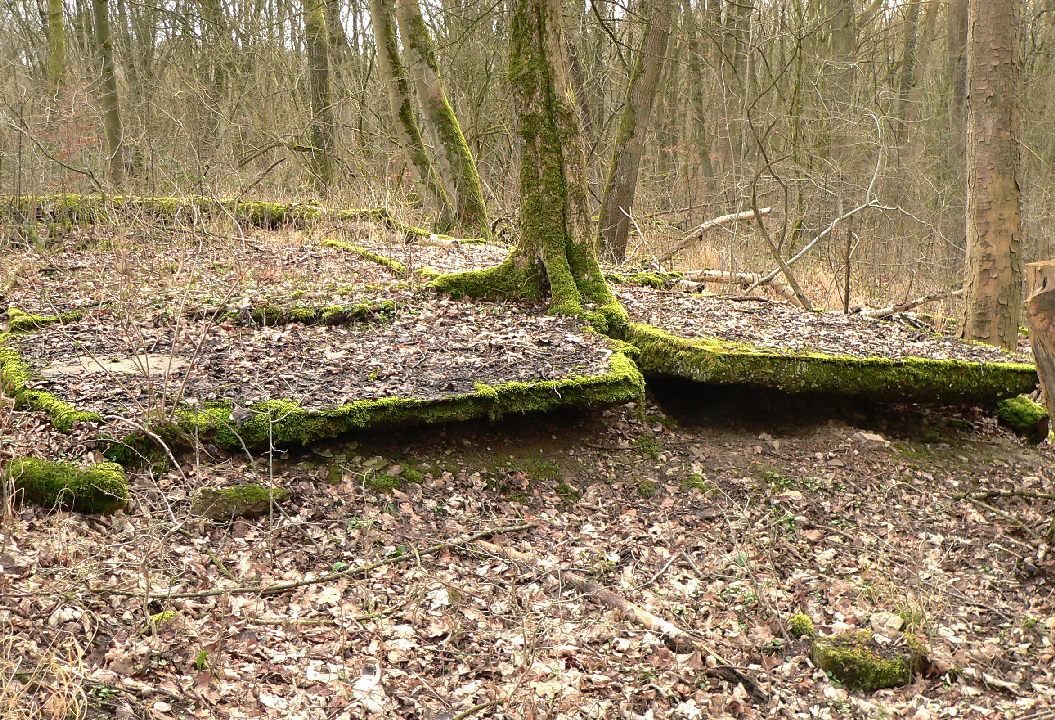
Bodenplatten der Entbindungsbaracke für osteuropäische Zwangsarbeiterinnen
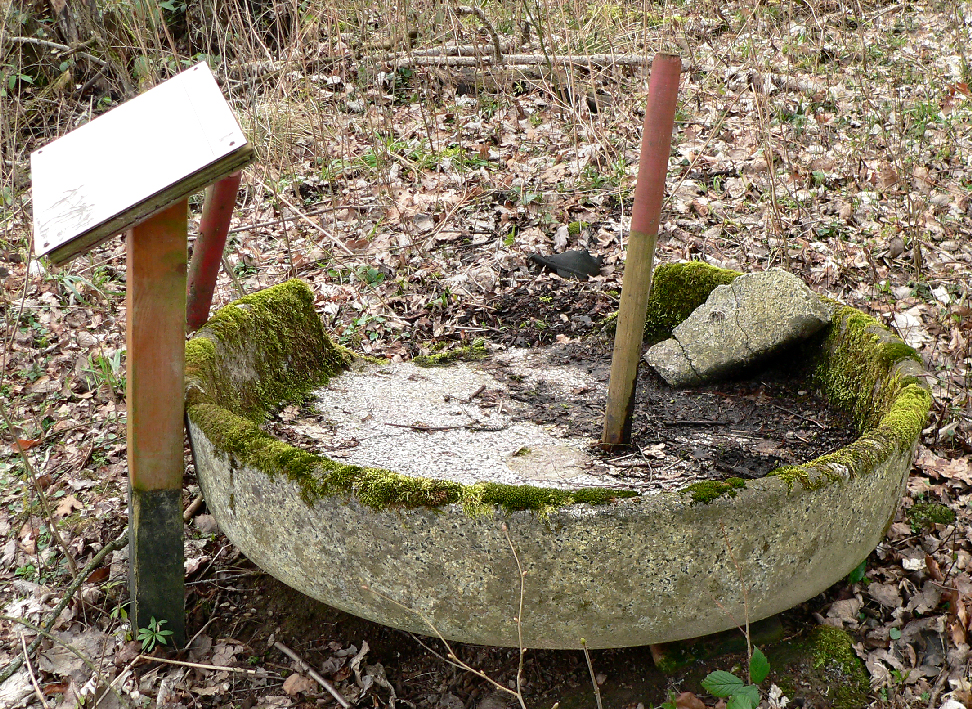
Spülbecken der Lagerküche
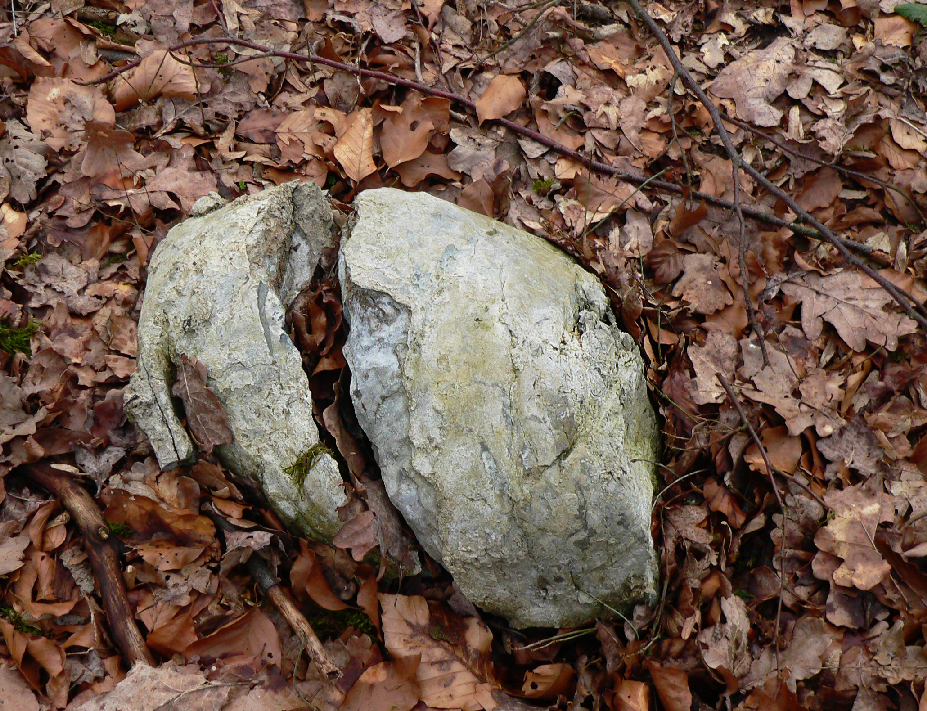
Zementsackrest
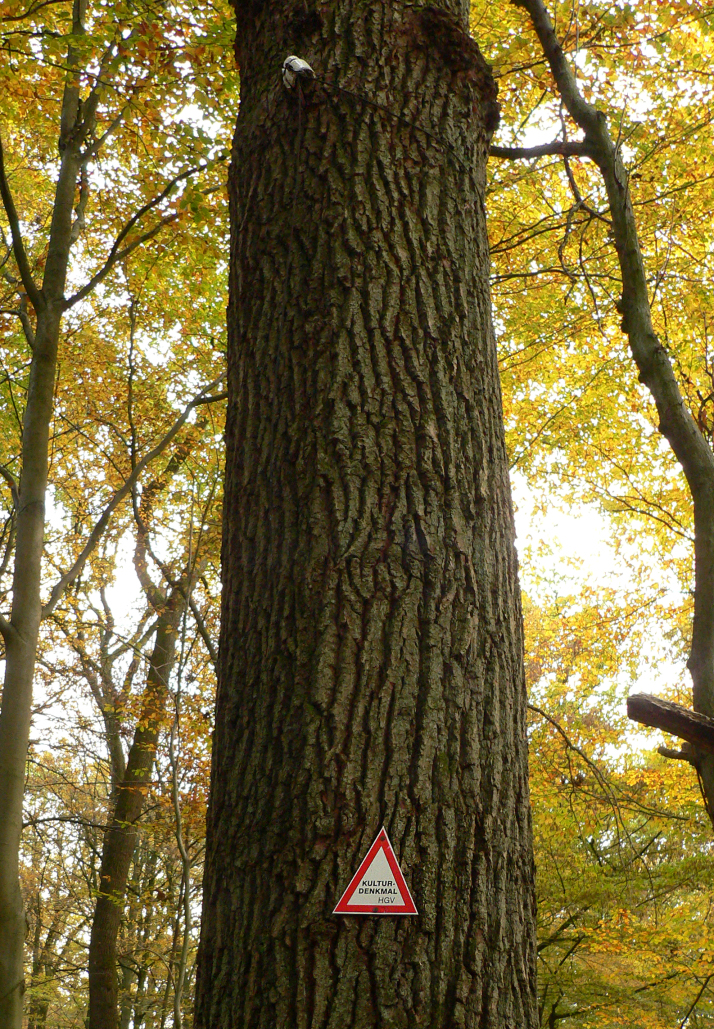
Ein als Kulturdenkmal gekennzeichneter Isolator an einem Baum

### Historische Kulturlandschaft
Das frühere Lager liegt innerhalb der 3,1 km² großen historischen Kulturlandschaft Rüstungskomplex Hils, die von landesweiter Bedeutung ist. Diese Zuordnung zu den Kulturlandschaften in Niedersachsen hat der Niedersächsische Landesbetrieb für Wasserwirtschaft, Küsten- und Naturschutz (NLWKN) 2018 getroffen. Ein besonderer, rechtlich verbindlicher Schutzstatus ist mit der Klassifizierung nicht verbunden.